# Петренко Валерій Якович
Вале́рій Я́кович Петре́нко (23 грудня 1939, Дніпро -- 26 січня 2025) --  — український класичний гітарист і композитор. Народний артист України (1999).

## Життєпис
1965 — закінчив заочно Московське музичне училище ім. П. І. Чайковського (клас О. М. Іванова-Крамського).
1973 — закінчив Львівську державну консерваторію імені М. В. Лисенка (клас Г. М. Казакова).
Від 1966 — виступає на естраді. З 1971 — соліст-інструменталіст Київської державної філармонії (згодом — Національна філармонія України).
1973 — перший сольний концерт в Колонній залі імені Миколи Лисенка (Київ).
1971—1974 — вів клас гітари в Київському музичному училищі імені Рейнгольда Глієра.
Гастролював у понад 30 країнах світу (зокрема, в Греції, Італії, Франції, Бельгії, Норвегії, Ізраїлі, Чилі, Нікарагуа, Югославії, Камбоджі, Перу, Португалії, Іспанії, Росії).
Супроводжував концерти Костянтина Огнєвого, Юрія Гуляєва, Анатолія Солов'яненка, Миколи Кондратюка та ін.
В його репертуарі — сонати, сюїти, концерти для гітари з оркестром, іспанське фламенко, твори класиків та сучасних авторів.
Здійснює власні перекладення відомих класичних творів. Серед них вперше виконані на гітарі: «Друга Угорська рапсодія» Ліста, «Місячна соната» Бетховена, ноктюрн «Розлука» Глінки, «Пори року» Чайковського, вибрані каприси Н. Паганіні для скрипки, п'єси Шостаковича, Прокоф'єва та ін.
Виконує також українські, російські та циганські романси.
Є першим виконавцем у колишньому СРСР декількох значних творів, зокрема «Аранхуеський концерт» Хоакіна Родріго (1982 року в Мінську та Донецьку).
Композитор Анатолій Шевченко присвятив йому свою «Карпатську рапсодію».
1991 року вийшла сольна грамплатівка В. Петренка (фірма «Мелодія»), до якої увійшли «Чакона» І. С. Баха і «Менует» Й. Гайдна в перекладеннях Андреса Сеговії та віртуозні п'єси іспанських композиторів: «Іспанська серенада» Х. Малатса, «Спогади про Альгамбру», «Аделіта» та «Мазурка до мажор» Франсіско Тарреґи, вальс «Фаворит» Наполеона Коста.
1997 року почав виступати з програмами-концертами «Театр гітари Валерія Петренка».
Неодноразово запрошувався до журі національних та міжнародних конкурсів гітари. Його імені було присвячено І та ІІ Всеукраїнські відкриті гітарні фестивалі-конкурси, що проходили в Києві 2001 та 2003 років, а також міжнародний фестиваль-конкурс гітарного мистецтва «Гітара світу» у Ялті.

## Визнання
- 1987 — Заслужений артист Української ССР
- 1999 — Народний артист України